# Aprionus accipitris
Aprionus accipitris är en tvåvingeart som beskrevs av Jaschhof 1997. Aprionus accipitris ingår i släktet Aprionus och familjen gallmyggor. Arten är reproducerande i Sverige. Inga underarter finns listade i Catalogue of Life.